# Mare de Déu dels Àngels d'Oliana
La Mare de Déu dels Àngels d'Oliana és una església d'Oliana (Alt Urgell) inclosa en l'Inventari del Patrimoni Arquitectònic de Catalunya.

## Descripció
Gran edifici que segueix l'esquema típic d'una masia, amb tres pisos i golfes. La coberta és a dos vessants. La porta principal s'obre al centre de la façana amb forma d'arc de mig punt adovellat. A sobre d'aquesta hi ha un petit nínxol, avui sense cap imatge. Al damunt hi ha un òcul. En ambdós costats de la porta s'alcen dos pilars en forma de grans pinacles adossats a la façana. La façana és totalment arrebossada.
Al tercer pis s'obren tres finestres a la part central, flanquejades per dos balcons a cada banda. A les golfes hi ha una petita galeria amb tres finestres d'arc de mig punt.

## Història
En un principi fou convent d'escolapis, fundat el 1686. Actualment és una escola professional. A la capella es venera una imatge gòtica de la Mare de Déu.